# WS027SH
1. 本体画像・箱画像
2. 新ウィルコム定額プランGS用UIMカード

WS027SH (ダブリューエス ゼロ に なな エスエイチ) はシャープが開発し、ウィルコム向けに供給される携帯情報端末（スマートフォン）。通称HYBRID W-ZERO3（ハイブリッド ダブリューゼロスリー）。

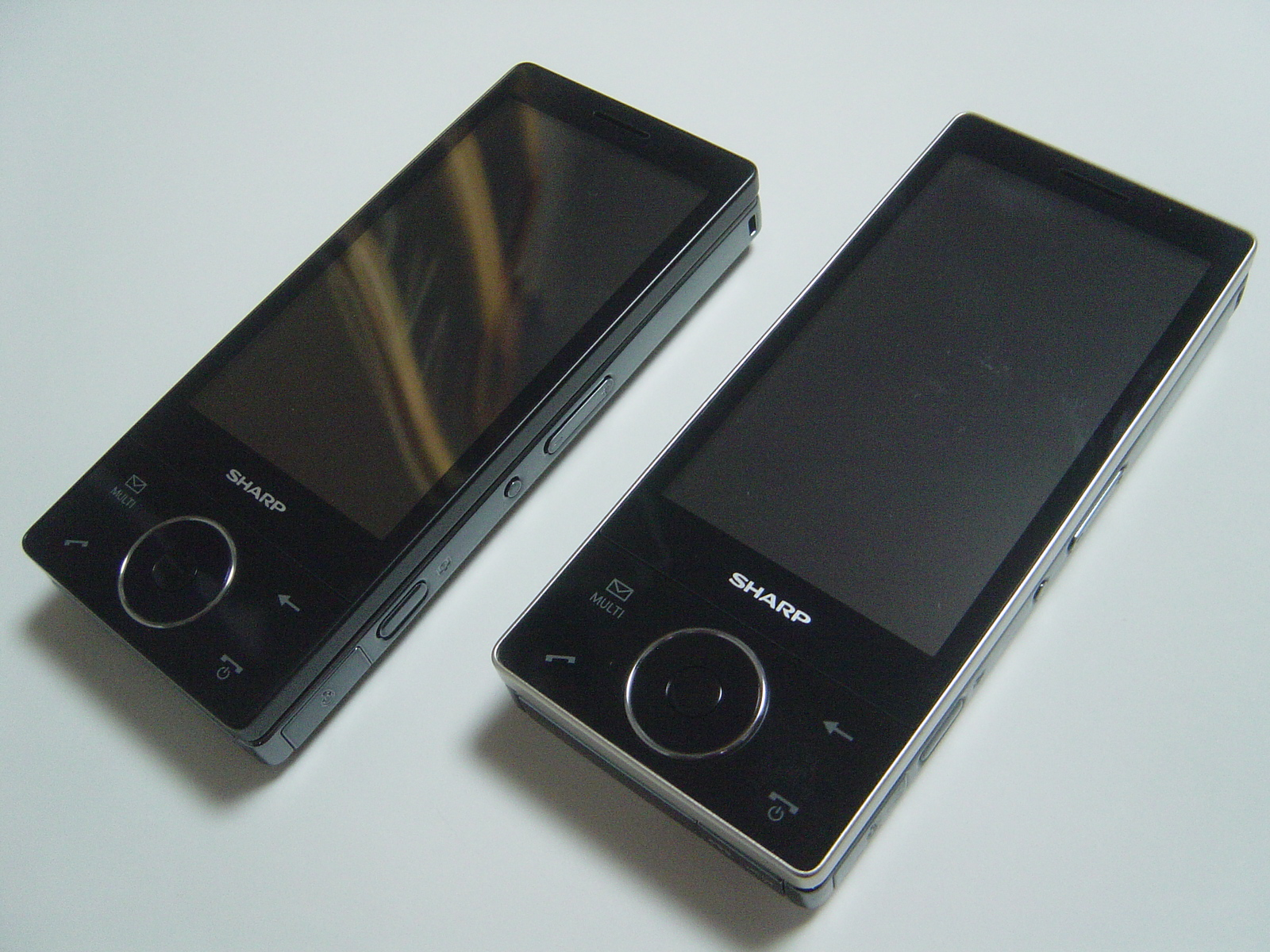
ノーブルブラック(左)　プレムアムゴールド(右)

## 概要
本端末は、2009年11月にウィルコムのプレスリリースにて発表された、W-ZERO3シリーズのひとつであるWILLCOM 03（WS020SH）の実質的後継機である。
WILLCOM 03と比べ、GPS、モーションセンサー、同シリーズ最高画素数の約500万画素カメラが搭載される一方で、ワンセグチューナー及びQWERTYキーボードが削減されている。なお、QWERTYキーボードが非搭載の端末はW-ZERO3シリーズで初である。
また、WILLCOM 03にあったイルミネーションキーはスライド式の物理キーへと変更されるとともに、Advanced／W-ZERO3 [es]（WS011SH）に搭載されていたカーソルキーXcrawl（エクスクロール）が再び搭載された。

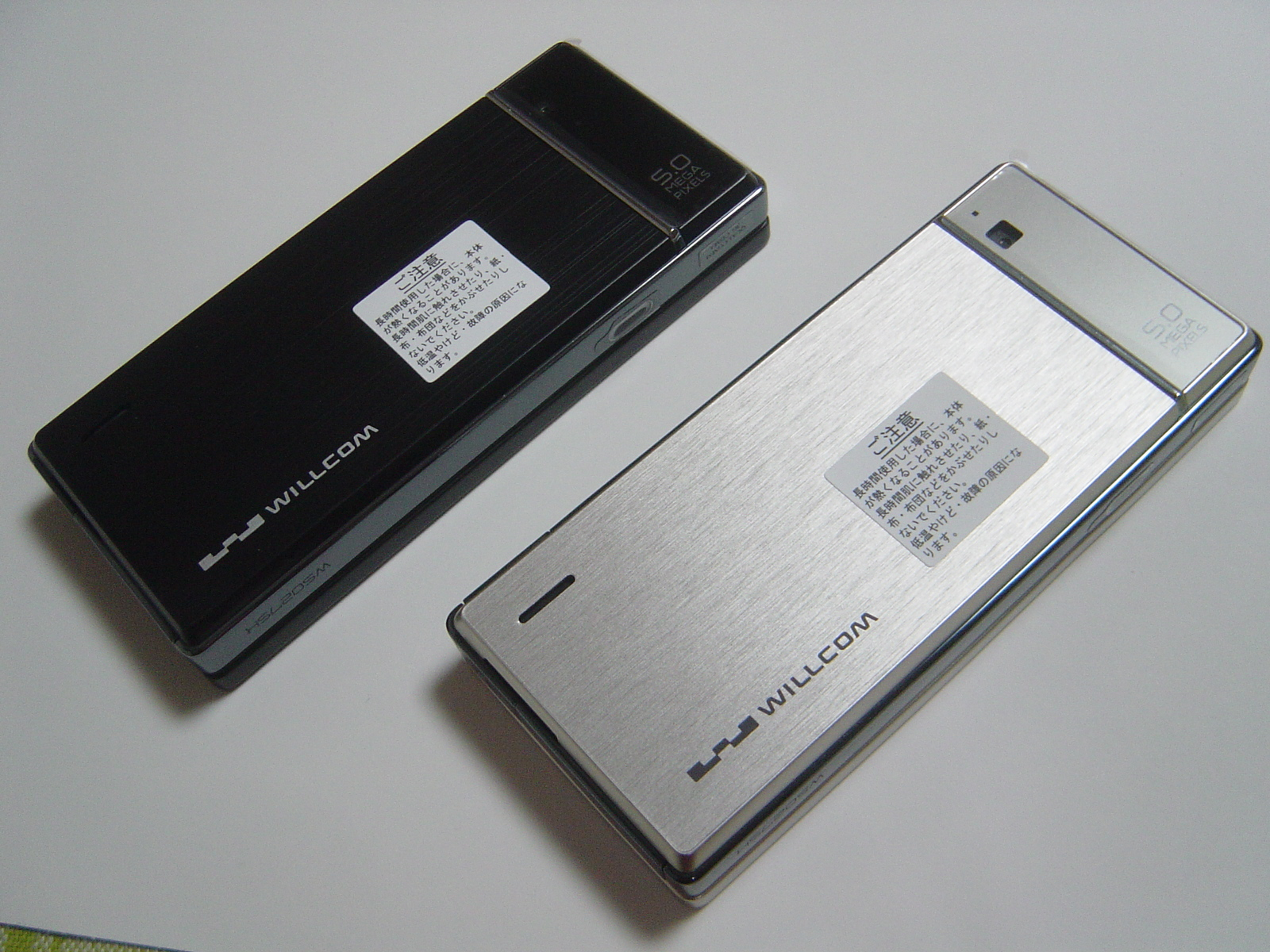
裏面

### 3種の通信方式対応
世界初となる、PHSとW-CDMA（HSDPA/HSUPA、3.5G）の両方式に対応した通信機能をもつ端末となり、同時に発表されたW-SIM型GSMモジュール「CM-G100」（インベンテック・アプライアンシズ製、2010年4月22日発売）により海外のGSM方式エリアでの通信にも対応しており、同W-SIMの場合は、900/1800/1900MHzのトライバンド対応となる。なお、SIMカードは本体側に装着する仕様のため、「CM-G100」はこの端末以前に発売されたW-SIM用端末に利用することはできない。
W-CDMAは、原則としてNTTドコモのMVNO網であるWILLCOM CORE 3Gを利用する。SIMロックはかかっていないため、NTTドコモやソフトバンクモバイル、またはそれらMVNO事業者のUIMカードを使用することもできるが、公式には動作保証外としているため自己責任での利用となる。
対応周波数帯は2100MHz帯/800MHz帯(Band1/6)。周波数帯が異なるイー・モバイル(Band9)、ドコモの東名阪バンド利用(Band9)およびソフトバンクモバイルが2010年4月以降順次稼働開始する新バンド（1.5GHz帯・Band11）利用は不可。
音声通話はW-SIM経由のみであり、WCDMA網による音声通話は不可。
なお、データ通信は、デフォルトではWILLCOM CORE 3Gを利用する設定となっているため、W-SIM側（PHS・W-OAM typeG方式）や他社UIMカードを利用した通信を行う場合は別途の設定を要する。WILLCOM CORE 3Gの利用と同時に通話することが可能である。
また、同じく同時発表されたW-OAM typeG（PHS高度化通信規格）対応の新型W-SIM「RX430AL」がセットとしては初めて採用された。W-SIMについては、将来的には中国向けのTD-SCDMA方式に対応したモジュールが提供される可能性もある。ただし、音声についてはW-SIMの通信方式に依存するため、音声用に用意されている中央のスロットに差し込んだだけでは、たとえ国内の3G対応のUIMカードを挿したとしても利用出来ない。独立して利用可能なのは、右側にあるデータ用のスロット（FOMAカードスロット）のみである。
なお、W-SIMによるPHS通信及び内蔵のW-CDMA（WILLCOM CORE 3G）通信の両方を利用するため、当機種専用の料金プラン（新ウィルコム定額プランG/新ウィルコム定額プランGS）の契約が必須になる。
また、モバイルWi-Fiルータとしての利用も可能であるが、こちらは専用アプリのオンライン購入が必要である（試用期間は無料で利用可能）。
これまでのシャープ製ウィルコム端末同様、本体が対応していないため台湾・ベトナム・タイ王国でのローミングサービスには非対応。海外で利用する場合は、PHSでの通話・通信ではなく、海外での利用が可能な各携帯電話会社のSIMカードを用意した上で、上記のGSM対応W-SIMモジュール「CM-G100」が別途必要。
PHSによるローミングを利用したい場合は、WS023Tなどの、海外ローミング対応のW-SIMジャケットが別途必要。なお、PHSの海外ローミングサービスは2013年3月末をもって終了している。
また、WILLCOM CORE 3Gは海外ローミングには非対応のため、海外でのデータ通信利用時は他社のUIMカードに差し替える必要がある。データ用のUIMスロットは、UMTSの周波数帯さえ適合すれば、設定の変更だけで利用可能となっている。
2010年10月より、WILLCOM CORE 3G網に、ソフトバンクモバイルを利用したものが新設されることになったため、そちらに対応したバージョンが2010年10月8日に発売となった。この端末については、基本仕様は、従来のドコモ網のタイプとほぼ変わらないが、SBM網用プランである新ウィルコム定額プランGSの契約が必須になり、従来のドコモ網用プランの新ウィルコム定額プランGでの契約はできない。また、以前の端末では、新ウィルコム定額プランGSの契約はできず、新規の購入を要する。なお、ソフトバンクモバイル版(以下SBM版)では、ネットワーク側の制限により、HSUPAの速度が最大1.4Mbpsとなる。

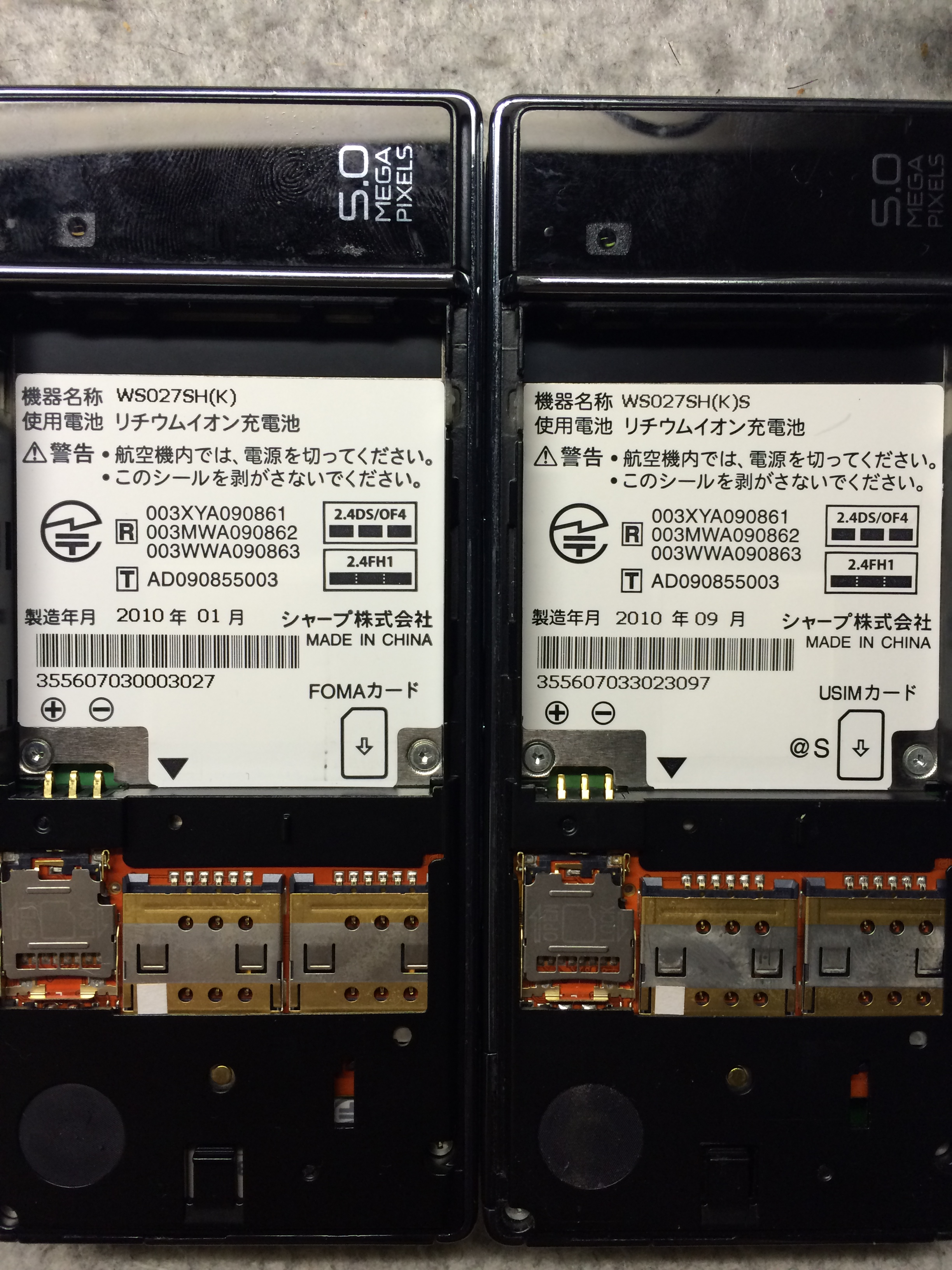
WS027SH銘柄シール部

ドコモ版とSBM版の違いは、銘板上の型番形式が、ドコモ版がWS027SH(K)またはWS027SH(N)となっているのに対して、SBM版はWS027SH(K)SまたはWS027SH(N)Sとなっている。また、FOMAカードスロットと称していた右側のUIMカードスロットの名称が、USIMカードスロットに変更されている。なお、SBM版も従来通りSIMロックは掛かっていない。

### Windows Mobile 6.5 Professional 採用
これまでのW-ZERO3シリーズでは、スマートフォンの多くが採用しているProfessionalバージョンが、PHSの通信方式に対応しておらず、通話・通信用のソフトウェアを独自に開発する必要があるため、OSにWindows MobileシリーズのClassicバージョンを採用してきた。
本端末では、W-CDMA方式の通信に対応していることに加え、マイクロソフトが提供する新サービス「Windows Marketplace for Mobile」/「My Phone」へ対応するため、Professionalバージョンを採用している。
また、Windows Live専用ボタンを搭載するほか、Windows Live メールのアカウントが簡単に取得できる機能を搭載するなどマイクロソフトのクラウドサービスに積極的に対応している。Windows Liveメールについてはプッシュ配信に対応する。

### その他
従前の機種では、本体側面に設けられていたmicroSDスロットは、本製品では、リアカバーを開けたところにあり、汎用SIMスロットと並んで設けられている。
充電用の端子を備えておらず、卓上ホルダが純正オプションとして用意されていない。これはW-ZERO3シリーズでは、初代機のWS003SH/WS004SH以来。充電はmicroUSB端子からのみ行うことができる。ACアダプタはWS020SHと同じ5V1A出力のものが付属する。
発売当初は、3Gモードでもウィルコム公式サイトの閲覧が可能だった。2010年3月15日の14:00～15:00に実施されたシステム変更による新ウィルコム定額プランGの改訂で、PHSのパケットが基本料金内に丸められる形になり、オプション関係を除けば、3Gパケットと通話のみ課金される仕組みとなったのに伴い、ごく一部の例外を除き、PHSモード利用時以外は公式サイトの閲覧が不可能になった。
新ウィルコム定額プランGS対応版(SBM版)についても、通信切り替えや通信方式についての制限などは、通信速度などを除き、新ウィルコム定額プランG対応版(ドコモ版)の内容をほぼ踏襲したものとなっている。
2011年3月9日のニュースサイトGIGAZINE報道により、SBM版も在庫限りで販売終了する事が判明した。
さらにマイクロソフトがWindows Mobile 6.5以前の端末向けに提供していたMicrosoft My Phoneサービスを2011年10月6日に停止し、2012年5月17日には(Windows Mobile 6.5以前の端末向けの)Windows Marketplaceサービスも終了となった。

## 沿革
- 2009年11月11日 - ウィルコムのプレスリリースにて発表
- 2010年1月14日 - 予約受付開始
- 2010年1月28日 - ドコモ網対応版発売
- 2010年4月 - ドコモ網対応版販売終了
- 2010年9月27日 - ソフトバンクモバイル網対応版の発売を発表
- 2010年10月8日 - ソフトバンクモバイル網対応版が発売開始
- 2017年11月30日 - 同日をもって旧WILLCOM CORE 3G（ドコモ網を利用するサービス）が終了することに伴い、新ウィルコム定額プランGは自動解約された。

## 関連項目

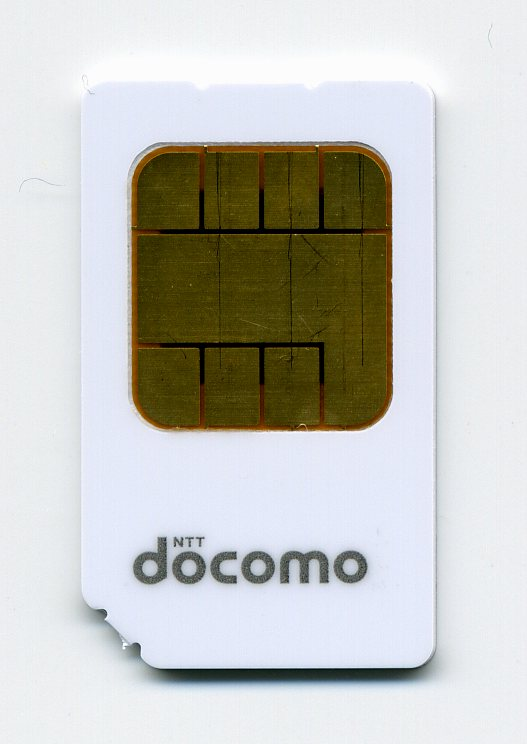
FOMAカード DN03